# Amir Khusro
Ab'ul Hasan Yamīn al-Dīn Khusrow (1253 - 1325) (în persană: ابوالحسن یمین‌الدین خسرو; în limba hindi: अबुल हसन यमीनुद्दीन ख़ुसरो ), cunoscut mai mult ca Amīr Khusrow din Delhi, a fost muzician, poet și savant persan de origine indiană.

## Opera literară
- Oglinda lui Alexandru ("Āiine-i Iskenderi");
- Șirin și Farhad ("Šhirin o Farhad");
- Răsăritul stelelor luminoase ("Madjnun o Leili; Matla'al-anwār");
- Cele opt paradisuri ("Hašt behešt").